# Volksheld
Een volksheld is een held van het volk. Zijn (vaak zwaar geromantiseerde) heldendaden hebben in de ogen van velen de natie mee gevormd of van de ondergang gered en spelen een (vaak symbolische) rol in nationalisme en patriottisme. Dikwijls gaat het om een leider van het verzet tegen een bezetter, een strijder tegen de heersende macht of een rebel die mogelijk een revolutie ontketende. Soms wordt ook gesproken van een nationale held of een vader des vaderlands.
Het is eerder regel dan uitzondering dat wat de ene persoon een heldendaad noemt, voor de ander een misdaad is. In historische tijden kon de vijand nog een draak of andere bovennatuurlijke boosdoener zijn, maar later waren alle conflicten tussen mensen onderling. Vooral in landen met een geschiedenis van bezetting en overheersing, zoals de islamitische en Latijns-Amerikaanse landen, kent men veel volkshelden.
Gedurende de middeleeuwen was de scheiding van kerk en staat geenszins vanzelfsprekend. Niet zelden werd een succesvolle vrijheidsstrijder dan ook heilig verklaard, zoals Jeanne d'Arc.
De populaire media gebruiken de benaming 'volksheld' ook dikwijls voor succesvolle (en vaak inspirerende) sporters. Een 'working class hero' is dan weer een held van de arbeidersklasse.

## Europese helden

### Belgische helden
(door de Belgische geschiedschrijving en mythevorming na de onafhankelijkheid in 1830 met terugwerkende kracht Belgisch genoemd)
- Ambiorix, koning van de Eburonen die in opstand kwam tegen Julius Caesar.
- Silvius Brabo, een fictief Romeins soldaat die de reus Druon Antigoon zou hebben gedood en diens hand in de Schelde heeft geworpen, waardoor Antwerpen niet alleen aan zijn naam, maar ook aan een bijzonder fraaie fontein kwam.
- Karel de Grote (742-814), Frankisch veldheer en keizer, werd na zijn dood gemythologiseerd en als een heilige vereerd. Het Roelantslied en Karel ende Elegast vormen pareltjes uit de middeleeuwse literatuur waarin Karel een prominente rol vervult.
- De Vier Heemskinderen, die gezeten op het Ros Beiaard een vete met Karel de Grote uitvochten. Een ommegang met de vier kinderen op een (houten) paard bestaat nog in verschillende steden.
- Godfried van Bouillon (1060-1100), kruisvaarder en de eerste christen die over Jeruzalem heerste. Of hij afstamde van de Zwaanridder is hoogst onzeker, maar dat een geromantiseerde versie van deze ridder in menig kunstwerk is vereeuwigd valt niet te ontkennen.
- Jacob van Artevelde, Gents opstandelingenleider.
- Jan Breydel en Pieter de Coninck, verzetsstrijders tegen de Fransen ten tijde van de Brugse Metten en de Guldensporenslag. Hun levenswandel werd door Hendrik Conscience geromantiseerd en zo groeiden deze rebellen uit tot volkshelden, vooral in Vlaams-nationalistische kringen.
- Tijl Uilenspiegel was een fictieve held die omstreeks 1500 in de literatuur verscheen en soms ook wel door Duitsland wordt opgeëist. In het boek De Legende van Uilenspiegel van Charles De Coster duikt ook zijn vriend Lamme Goedzak op. De Coster portretteerde hen als opstandelingen tegen de Spaanse overheersing van de Nederlanden.
- Karel V (1500-1558) bracht het tot keizer van een rijk waar de zon nooit onderging. De Belgen zien hem graag als 'Keizer Karel', een vrolijke snaak die wel een biertje lustte en vooral in Mechelen grote populariteit geniet, maar onder zijn bewind werden doopsgezinden en lutheranen wreed vervolgd wat uiteindelijk leidde tot de Tachtigjarige Oorlog. Ook de beruchte Sacco di Roma staat op zijn naam.
- De brigands, strijders die het in de Boerenkrijg opnamen tegen de Franse overheersing en hun 'outer en heerd' wensten te behouden, gelden in de streken waar ze vandaan kwamen vaak als volkshelden. Zo waren er Pieter Corbeels uit Turnhout, Emmanuel Benedict Rollier uit Sint-Amands, de 'gefusilleerden van Mechelen', Emmanuel Jozef Van Gansen uit Westerlo en Charles-François 'Charlepoeng' Jacqmin uit Loupoigne.
- Adolf Daens, priester uit Aalst die het opnam voor de arbeiders die in miserabele omstandigheden leefden en werkten. Zijn daden werden geromantiseerd in een boek van Louis Paul Boon en een film van Stijn Coninx.
- Pater Damiaan, missionaris die zich inzette voor leprapatiënten op het eiland Molokai.
- Koning Albert I (1875-1934) maakte naam als Koning-Soldaat of Koning-Ridder tijdens de Eerste Wereldoorlog, waar hij bij zijn soldaten bleef in de loopgraven aan de IJzer, terwijl de regering zich in het veilige Le Havre had teruggetrokken. Hij wordt dan ook geëerd met een ruiterstandbeeld in vele Belgische steden.

### Britse helden
- Thomas Atkins, Brits soldaat, gevallen in 1794 bij de Slag om Boxtel en bekend door zijn nuchtere uitspraak:  It's allright sir, it's all in a days work. Sindsdien worden Britse soldaten: "Tommies" genoemd.
- Arthur Wellesley (1769 - 1852), Lord Wellington, militair bevelhebber, premier van 1828 tot 1830.
- Horatio Nelson (1758 - 1805), admiraal, versloeg de vloot van Napoleon in de Slag bij Trafalgar.
- Ernest Shackleton (1874–1922), ontdekkingsreiziger, wilde de Zuidpool doorkruisen maar kwam vast te zitten. Hij leidde zijn mensen door de barre omstandigheden en keerde terug naar Engeland.
- Winston Churchill (1874-1965), met zijn eeuwige sigaar, was het boegbeeld van de Britse onverzettelijkheid tijdens de Tweede Wereldoorlog
- Andy McNab (28 december 1959 - Heden ) was een Brits soldaat bij de Britse 'elite' eenheid de Special Air Service, en is tegenwoordig schrijver. De naam Andy McNab is een pseudoniem.

#### Engelse helden
- Koning Arthur (wellicht 6e eeuw) en de ridders van de Ronde Tafel, sterk gefictionaliseerd.
- Robin Hood (14e eeuw), gefictionaliseerd, stal van de rijken en verdeelde de buit onder de armen.
- Richard Leeuwenhart (1157-1199) dankt zijn bijnaam aan zijn houding tijdens de kruistochten, waar hij Saladin versloeg. Hij maakte niet alleen ruzie met zijn broer, maar ook met Frankrijk. Daarbij trof hem uiteindelijk een dodelijke pijl.

#### Schotse helden
- Robert Roy MacGregor (1671 - 1734)
- William Wallace (±1270 - 1305) vocht voor de onafhankelijkheid van Schotland tegen de Engelse overheersing en werd terechtgesteld in Londen.
- Robert the Bruce (1274 - 1329) verjoeg de Engelsen in de Slag om Bannockburn, koning van Schotland.

### Duitse helden
- Arminius (17 v.Chr. - 19 n.Chr.) ofwel "Hermann der Cherusker" was de Germaanse leider van een opstand tegen de Romeinen. De door hem geleide Slag bij het Teutoburgerwoud was een overdonderend succes: 18.000 legionairs werden in de pan gehakt, waarop de Romeinen zich terugtrokken tot de Rijn
- Florian Geyer (1490-1525), steunde de boeren en landsknechten in de Duitse Boerenoorlog.
- Maarten Luther (1483-1546), de beroemde augustijner monnik die zijn stellingen tegen de aflaathandel op de kerkdeur spijkerde, wat hem een pauselijke banbrief opleverde die hij demonstratief verbrandde onder de boom waar ook de kleren van melaatsen werden verbrand. Dat hij daardoor zélf niet op de brandstapel kwam is te danken aan zijn machtige beschermheren. Hier sta ik, ik kan niet anders waren zijn bekendste woorden.
- Thomas Müntzer (1490-1525) was een hervormer die de kant van de armen koos in de Duitse Boerenoorlog. Daar hij geen machtige beschermheren had moest hij dit bekopen met de marteldood.
- Frederik II van Pruisen (1712-1786), ofwel Frederik de Grote, was diplomaat en oorlogvoerder, maar daarnaast ook een liefhebber der kunsten. Hij liet menig fraai paleis na, speelde blokfluit en correspondeerde met Voltaire. Kortom, het prototype van een verlicht despoot.
- Otto von Bismarck (1815-1898), de legendarische Pruisische ijzervreter, bijgenaamd de IJzeren kanselier, was de aanstichter van heel wat oorlogen waarvan de Frans-Duitse Oorlog wel de belangrijkste is geweest.
- Sophie Scholl (1921-1943) was een studente die, samen met haar broer Hans, een grote rol speelde in de verzetsgroep Die weisse Rose, die weerstand bood tegen het nazisme. Zij werd door de Gestapo ter dood gebracht. Later zijn diverse films over deze verzetsgroep gemaakt.
- Oskar Schindler (1908-1974), Duits industrieel en lid van de nazipartij. Redde 1200 joden van de concentratiekampen.

### Franse helden
- Vercingetorix (82 v.Chr. - 46 v.Chr.), koning van de Arverni, leidde de opstand van Gallische stammen tegen de Romeinen rond 52 voor Chr., stierf in Rome.
- Roelant, vertrouweling van Karel de Grote, kwam om in de Pyreneeën.
- De Burgers van Calais wilden tijdens de Honderdjarige Oorlog, in 1347, hun leven schenken aan de Engelse belegeraars om aldus hun stad te sparen. Gekleed in een hemd en met de strop reeds om hun nek boden ze de sleutel van de stad aan. De koningin redde hun leven en ze zijn vereeuwigd door een beroemde beeldengroep van Auguste Rodin
- Jan zonder Vrees (1371-1419), was, zoals zijn bijnaam al doet vermoeden, een heldhaftig kruisvaarder. Minder dapper was hij als hertog van Bourgondië, toen hij tijdens de Honderdjarige Oorlog een nogal halfslachtige politiek voerde. Tijdens onderhandelingen werd hij alsnog vermoord.
- Jeanne d'Arc (1412 - 1431), de Maagd van Orléans, verjoeg de Engelsen.
- Lodewijk XIV van Frankrijk (1638-1715) is niet bekend vanwege grootse daden op het slagveld, maar legendarisch was hij zeker. Uitspraken als l'état, c'est Moi tekenden deze absolutistische vorst die zich omringde met pracht en praal, paleizen en vestingen bouwde, oorlogen voerde en de schatkist plunderde, wat uiteindelijk tot de Franse Revolutie zou leiden.
- Jan Bart (1650-1702), een kaper uit Duinkerke, vocht tegen de Engelsen, wordt gememoreerd in een lied.
- Napoleon Bonaparte (1769-1821) was de kleine korporaal die het tot keizer van Frankrijk bracht en uiteraard zichzelf de kroon op het hoofd zette. Verloor vele soldaten in bloedige veldslagen, maar een enkele zwoele nacht in Parijs kon dat verlies gemakkelijk aanvullen. De zinloze veldtocht naar Rusland bracht zijn ondergang, waarop hij verbannen werd naar Elba. Maar de levende legende kwam terug. Spoedig vond hij echter zijn Waterloo en werd opnieuw verbannen, nu naar Sint-Helena.
- Louis Pasteur (1822-1895) heeft uitvindingen verricht die menig mensenleven hebben gered. Het pasteuriseren is tot een begrip geworden in de gehele wereld. Toen in Vietnam de Frans-koloniale straatnamen werden vervangen, mocht Pasteur blijven.
- Jean Danjou (?-1863), bevelhebber van de 65 legionairs tijdens Slag bij Camarón, tegen een overmacht (2000 Mexicanen) hield men stand en doodde bijna 500 vijanden. Voor het Franse vreemdelingenlegioen staat dit gevecht symbool voor opofferingsgezindheid. Danjou liet het leven tijdens de slag.
- Pierre Philippe Denfert-Rochereau (1823-1878), kolonel die standhield in Belfort tijdens de Frans-Duitse Oorlog.
- Charles de Gaulle (1890-1970), leider van Franse regering-in ballingschap tijdens de Tweede Wereldoorlog, later onder meer president en nationalist en boegbeeld van de Franse grandeur.

### Griekse helden
- Leonidas I van Sparta, de Spartaanse koning die sneuvelde in de Slag bij Thermopylae. Hield met 300 krijgers een leger van 1 miljoen Perzen tegen.
- Achilles, een figuur uit de Griekse mythologie. Hij is de belangrijkste held uit de Trojaanse oorlog en de hoofdpersoon in het boek van Homerus, Ilias.

### Hongaarse helden
- Attila de Hun (ca. 406-453), heerser van de Hunnen met machtscentrum in het huidige Hongarije
- Árpád (?-907), stichter van Hongarije
- Stefanus I van Hongarije (ca. 975 - 1038), eerste koning van Hongarije
- Johannes Hunyadi (1407-1456), veldheer en staatsman
- Matthias Corvinus (1443-1490), koning van Hongarije
- Gabriël Bethlen (1580-1629), nationalist en aristocraat
- Frans II Rákóczi (1676-1735), nationalist en aristocraat
- Franz Liszt (1811-1886), componist en pianist
- Lajos Kossuth (1806-1894), nationalist en liberaal politicus
- Miklós Horthy (1868-1957), militair en politicus
- Imre Nagy (1869-1958), premier tijdens de Hongaarse Opstand
- Pál Maléter (1917-1958), militair leider van de Hongaarse Opstand
- Ferenc Puskás (1927-2006), voetballer en voetbaltrainer

### Italiaanse helden
- Marco Polo (1254-1324) was een koopman die over de Zijderoute dwars door Azië naar het China van Koeblai Khan trok en daar met eigen ogen datgene aanschouwde wat tot dan toe enkel door wonderlijke verhalen bekend was. Zijn belevenissen werden later in het spannende boek Il Milione opgetekend.
- Christoffel Columbus (1451-1506) zou met drie kleine scheepjes in opdracht van Spanje naar Indië varen, al dachten sommigen dat hij van de wereld af zou vallen. Hoewel Indianen en Vikingen hem al waren voorgegaan, werd zijn herontdekking van Amerika in 1492 een keerpunt in de wereldgeschiedenis.
- Giovanni dalle Bande Nere de' Medici (1498 - 1526), militair, vocht voor Florence.
- Giuseppe Garibaldi (1807 - 1882), marine-officier, bracht het Koninkrijk der Beide Siciliën ten val en stond de macht af aan de koning van Sardinië, Victor Emanuel II van Italië.

### Nederlandse helden
- Julius Civilis (25-?) was een geromaniseerde Bataaf die uiteindelijk, als Neerlands eerste held, in opstand kwam tegen de Romeinen en, na aanvankelijke overwinningen, het onderspit moest delven. Over zijn verdere lot is ons niets overgeleverd. Hij werd gememoreerd in tal van literaire werken, vereerd door de Patriotten en uiteindelijk door hen vereeuwigd in de Bataafse Republiek.
- Floris V (1254-1296), graaf van Holland, der keerlen God, vermoord door Engelsgezinde edelen, die op hun beurt door het woedende volk werden doodgemarteld.
- Jan van Schaffelaar (?-1482), sprong van kerktoren van Barneveld tijdens de Hoekse en Kabeljauwse twisten.
- Pier Gerlofs Donia ofwel Grote Pier (ca. 1480-1520), Friese krijgsheer die de strijd leidde tegen de Hollandse graven.
- Kenau Simonsdochter Hasselaer (1526-1588) was oock een kloecke vrouwe die tijdens het Beleg van Haarlem de Spanjaarden zou hebben bestookt met onder meer kokend pek.
- Willem van Oranje (1533 - 1584), vader des vaderlands, leidde de Opstand tegen Filips II van Spanje.
- Maurits van Oranje (1567 - 1625), zoon van Willem van Oranje, strateeg, militair genie en kapitein-generaal van het Nederlands leger. Behaalde meerdere militaire successen tegen de Spanjaarden tijdens de Tachtigjarige Oorlog, waaronder de Slag bij Nieuwpoort in 1600.
- Jan Koppestok, veerman, omstreeks 1572, leidde de Watergeuzen naar Den Briel en kwam in 1934 ter sprake in het populaire lied: In naam van Oranje, doe open de poort.
- Willem Barentsz (1550-1597), kwam om tijdens de Overwintering op Nova Zembla, waarbij men via Siberië de Molukken trachtte te bereiken. De overlevenden beleefden hachelijke avonturen maar kwamen uiteindelijk weer behouden thuis.
- Piet Heyn (1577 - 1629), vlootvoogd, veroverde in het kader van de Tachtigjarige Oorlog de Spaanse Zilvervloot.
- Johan van Oldenbarnevelt (1547-1619), staatsman, werd op hoge leeftijd ter dood veroordeeld door Prins Maurits en moest met zijn stokske, dat geen verrader maar een vader heeft gestut, het wreed schavot bestijgen.
- Hugo de Groot (1583-1645), jurist, ontsnapte uit Slot Loevestein in een boekenkist.
- Michiel de Ruyter (1607-1676), zeeheld en Bestevaer, draaide in zijn blauw geruite kiel aan 't grote wiel op de lijnbaan, klom in de Sint-Jacobstoren, doorkliefde een ketting over de Theems, veroverde het Engelse vlaggenschip de Royal Charles en kwam om, een week na de slag bij Agosta, tegen de Fransen, zijn standbeeld staat op de boulevard te Vlissingen.
- Jantje van Sluis, faalde met het klokkenluiden vanwege kermisbezoek, waardoor de Spanjaarden in 1606 op hun beurt faalden om Sluis heimelijk in te nemen, eigenlijk een antiheld.
- Johan de Witt (1625-1672), staatsman, werd met zijn broer gelyncht door opgehitst volk, de moordenaars werden nimmer vervolgd. Een Jongen van Jan de Witt staat nog altijd voor een standvastige knaap.
- Willem II der Nederlanden (1792-1849), prins van Oranje-Nassau, Hij is ook bekend onder de bijnamen de Held van Waterloo en Slender Billy.
- Jan van Speijk (1802-1831), dan liever de lucht in, was zijn devies, en hij blies zich op met zijn schip tijdens de Belgische opstand. Velen vonden daarbij de dood. De gietijzeren vuurtoren in Egmond aan Zee draagt nog altijd zijn naam.
- Pieter Janszoon Jong, Pauselijk Zoeaaf, de reus uit Lutjebroek, kwam in 1867 om bij een veldslag in Monte Libretti na eerst zelf met een geweerkolf een veertiental tegenstanders te hebben afgemaakt.
- Karel Doorman (1889-1942) bevocht de Japanners, na een kloek: All ships follow me, maar tijdens de bewuste Slag in de Javazee ging een groot deel van zijn vloot ten onder.
- Koene Dirk Parmentier (1904-1948) was gezagvoerder van de Uiver, het legendarische vliegtuig dat in 1934 naar Melbourne vloog, waarbij heel wat tegenslagen moesten worden overwonnen.
- Erik Hazelhoff Roelfzema (1917 - 2007), verzetsheld, bijgenaamd Soldaat van Oranje, bevriend met prins Bernhard en indringend verfilmd.
- Hannie Schaft (1920-1945), communistisch verzetsstrijdster, vlak voor de bevrijding nog doodgeschoten door de bezetter. Haar leven is beschreven door Theun de Vries en ook is er een film over haar gemaakt die, evenals het boek: Het meisje met het rode haar heet.
- Majoor Willem Pieter Landzaat (1886 - 1940), Nederlands officier, viel als laatste man in een paviljoen nabij Oudehands Dierenpark, in mei 1940, na dagenlang heldhaftig stand te hebben gehouden. Zijn devies was Overwinnen of sterven. Hij ontving postuum De Militaire Willemsorde, en het officierskruis voor zijn verdiensten op de Grebbeberg, tijdens de Duitse aanval op Nederland.
- Jan Jozua Barendsen (1892 - 1944), verzetsstrijder, leidde een knokploeg en werkte zich op tot belangrijk man binnen het Nederlands verzet. Hij werd gepakt door de Duitsers en ter dood veroordeeld. Hij stond onverschrokken voor het vuurpeloton, knoopte zijn jas open, en zong met de hand op de borst het Wilhelmus. Hij ontving postuum het verzetskruis.
- Walraven van Hall (1906 - 1945), Bekend als bankier van het verzet, pleegde in oorlogstijd de grootste bankfraude uit de Nederlandse geschiedenis, verenigde het verzet, en sponsorde knokploegen en hulp aan onderduikers. Hij werd vlak voor het einde van de oorlog gefusilleerd.

### Oostenrijkse helden
- Andreas Hofer (1767 - 1810), Tirol

### Poolse helden
- Tuvia Bielski (1906-1989), joods partizanenleider. Hij vluchtte de bossen in en leidde een bosgemeenschap, die jarenlang heeft bestaan en op haar hoogtepunt ruim 1200 Joden telde.

### Roemeense helden
- Vlad Ţepeş (1431 - 1476), vorst van Walachije, vocht tegen de Turken voor de onafhankelijkheid en zijn wreedheid tart, als Dracula, nog immer de verbeelding.
- Stefanus III van Moldavië (±1433 - 1504), vorst van Moldavië, vocht tegen de Turken voor de onafhankelijkheid van Moldavië en stopte hun opmars verder Europa in.
- Mihai Viteazul (1558 - 1601), vorst van Walachije (1592-1601), verenigde voor het eerst in de geschiedenis Transsylvanië, Moldavië en Walachije.
- Tudor Vladimirescu (±1780 - 1821), streed voor de onafhankelijkheid tegen het Ottomaanse Rijk.
- Alexander Johan Cuza (1820 - 1873), vorst van Moldavië en Walachije, verenigde beide landen tot Roemenië, schafte het lijfeigenschap af.

### Russische helden
- Peter de Grote (1672-1725), een Russisch tsaar die zijn land in de vaart der volkeren wilde opstoten en daartoe onder meer een bezoek aan Zaandam bracht om daar het scheepstimmermansvak te leren. Men kan daar nog altijd het Czaar Peterhuisje bezoeken. Ondanks zijn verlichte geest was hij bijzonder wreed waar het (al dan niet vermeende) tegenstanders betrof.
- Lenin (1870-1924), door de één verheerlijkt, door de ander verguisd, maar nog altijd fascinerend. Bekend is de legendarische episode waarin de bolsjewiekenleider van Duitsland naar Rusland reisde in een geblindeerde trein. Om ongemerkt de Fins-Russische grens over te komen zou hij zich als stoker hebben vermomd, wat een grote symbolische waarde vertegenwoordigde.
- Aleksandr Solzjenitsyn, een dissident in de Sovjet-Unie die met zijn boeken 'Kankerpaviljoen' en de 'Goelag Archipel' de onderdrukkingsmachine van Stalin bekendheid gaf. Na heel wat narigheid te hebben ondergaan werd hij verbannen, maar keerde na de perestrojka weer naar Rusland terug. Daar had hij flinke kritiek op figuren als Boris Jeltsin die Rusland in de uitverkoop deden.
- Jan Hendrik van Kinsbergen (1735-1819), zowel een Nederlandse als een Russische held. Verwierf naam en faam als Admiraal van de Russische vloot. Hij versloeg diverse malen de Osmaanse vloot, ontving daarvoor onderscheidingen, en kwam in Rusland bekend te staan als: Held van de Zwarte zee.

### Spaanse helden
- El Cid (1040 - 1099), ridder, bracht moren en christenen samen.
- Mercadera (ca. 1245-ca. 1300), Aragonese vrouw die een Franse ridder gevangen nam die haar woonplaats belegerde.
- Isabella I van Castilië (1451-1504) bracht, samen met haar echtgenoot Ferdinand II van Aragón, de diverse onderdelen van Spanje bij elkaar, en voltooide de reconquista. Daardoor kreeg het paar de erenaam: los Reyes Católicos. Ze stuurden Christopher Columbus eropuit en Amerika werd hun deel. Moren, joden en andere ketters waren hen een doorn in het oog, en dezen vielen ten prooi aan de Spaanse Inquisitie. Ferdinand en Isabel worden niettemin in Spanje zeer vereerd.

### Zwitserse helden
- Wilhelm Tell (14e eeuw), gefictionaliseerd
- Benedikt Fontana (± 1450 - 1499), vrijheidsstrijder, werd doodgemarteld in de Slag bij Calven.

## Latijns-Amerikaanse helden
- Simon Bolivar (1783 - 1830), vrijheidsstrijder die streed tegen de Spaanse overheersing van Zuid-Amerika.
- Che Guevara (1928 - 1967), Argentijns marxistisch revolutionair en Cubaans guerrillaleider.

### Argentijnse helden
- José de San Martín (1778 - 1850), onafhankelijkheidsstrijder
- Juan (1895 - 1974) en Evita Perón (1919 - 1952), bijgenaamd Evita, actrice, first lady van Argentinië, 'Spiritueel Leider van de Natie' sinds 1952

### Braziliaanse helden
- Getúlio Vargas (1883 - 1945), president en had de bijnaam 'vader van de armen'

### Chileense helden
- Bernardo O'Higgins (1778 - 1842), onafhankelijkheidsstrijder en 'opperste directeur'.
- José Miguel Carrera (1785 - 1821), eerste president van Chili
- Carlos Ibáñez del Campo (1877 - 1960), president
- Salvador Allende (1908 - 1973), president, kwam om het leven bij de staatsgreep van Augusto Pinochet.

### Cubaanse helden
- Fidel Castro (1926-2016), president en comandante van Cuba.

### Haïtiaanse helden
- Toussaint L'Ouverture (1743 - 1803), onafhankelijkheidsstrijder
- Jean-Jacques Dessalines (1760 - 1806), onafhankelijkheidsstrijder

### Mexicaanse helden
- Topiltzin Quetzalcoatl (10e eeuw), Tolteeks heerser
- Cuauhtémoc (1502 - 1525), laatste heerser van de Azteken, verzette zich tegen de Spanjaarden
- Miguel Hidalgo (1752 - 1811), onafhankelijkheidsstrijder
- José María Morelos (1765 - 1815), onafhankelijkheidsstrijder
- Vicente Guerrero (1782 - 1831), onafhankelijkheidsstrijder, president
- Benito Juárez (1806 - 1892), president
- Felipe Carrillo Puerto (1872 - 1924), revolutionair en gouverneur
- Pancho Villa (± 1877 - 1923), revolutionair
- Emiliano Zapata (1879 - 1919), anarchistische revolutionair
- Lázaro Cárdenas (1895 - 1970), president
- Luis Cabañas (1938 - 1974), guerrillaleider, leider van de 'Partij van de Armen'.

### Nicaraguaanse helden
- César Sandino (1895 - 1934), revolutionair, verzette zich tegen de Amerikaanse bezetting.

### Peruaanse helden
- Túpac Amaru II, rebel, claimde Inca-heerser te zijn.

### Salvadoraanse helden
- Farabundo Martí (1893 - 1932), revolutionair

### Uruguayaanse helden
- José Gervasio Artigas (1764 - 1850), vrijheidsstrijder en stichter van Uruguay.

## Noord-Amerikaanse helden
- George Washington (1732 - 1799), generaal, eerste president van de Verenigde Staten.
- Thomas Jefferson (1743 - 1826), initiator en voornaamste auteur van de Declaration of Independence van 1776, derde president.
- James Madison (1751 - 1836), "Father of the Constitution", eerste auteur van de Bill of Rights, vierde president.
- Abraham Lincoln.
- Gilbert du Motier (1757 - 1834), held van de Amerikaanse Onafhankelijkheidsoorlog en van de Franse Revolutie.
- John F. Kennedy (1917 - 1963), 35e president, voorkwam de stationering van Russische raketten op Cuba, ontwierp de Civil Rights Act of 1964, ondertekend door zijn opvolger Johnson. Werd symbool van jeugdig elan, maar in 1963 vermoord, en later werd ook zijn moordenaar nog eens vermoord, dit alles onder mysterieuze omstandigheden. Nog steeds worden er vele Kennedymarsen georganiseerd want, aldus Kennedy, moet ieder gezond mens de 50 mijl (80 km) in 22 uur kunnen afleggen.
- Martin Luther King (1929 - 1968), dominee, strijder voor burgerrechten.
- Richard Winters (1918-2011), Officier bij de legendarische 101st Airbourne Division. Onderscheidde zich door zijn leiderschap en werd een steun en voorbeeld voor zijn manschappen.
- John Basilone Sergeant van het United States Marine Corps. Won als enige niet officier in WOII zowel de Medal of Honor, als het Navy Cross, respectievelijk de hoogste militaire onderscheiding, en de hoogste Marine onderscheiding. Dit voor meerdere heldhaftige acties. Basilone sneuvelde tijdens de eerste uren van Landing op Iwo Jima, en ontving het Navy cross postuum voor zijn optreden aldaar.
- Frank McKenna (1948), Canadees advocaat, bewerkstelligde vrijspraak in een geruchtmakende moordzaak, premier van New Brunswick van 1987 tot 1997.
- Hal Moore (1922-heden), Amerikaans militair, had als motto: there is always one more thing you can do. Leidde als luitenant-kolonel, in 1965 in de veldslag: Battle of Ia Drang in Vietnam.

## Australische helden
- Edward Ned Kelly (±1854 - 1880), struikrover, bestreed de koloniale macht.

## Aziatische helden

### Arabische helden
- Saladin (1137 - 1193), islamitische sultan en leider in de strijd tegen de Europese kruisvaarders. Veroverde Jeruzalem in 1187 terug op de kruisvaarders, nadat het 88 jaar in handen van de Europeanen was geweest.

### Chinese helden
- Yue Fei (1103-1142), Chinees generaal, bekend in China vanwege zijn strijd tegen de Jin tijdens de Zuidelijke Song-dynastie.
- Sun Yat-sen (1866-1925), Chinees staatsman, vereerd door zowel communisten als nationalisten, wordt beschouwd als de grondlegger van het moderne China. Zijn overschot rust in een groots mausoleum te Nanking, dat menige Chinese postzegel heeft gesierd.

### Indiase helden
- Mahatma Gandhi (1869-1948), bijgenaamd Bapu, "vader" van India.

### Iraanse helden
- Kaveh
- Arash, de boogschutter
- Rostam
- Cyrus de Grote

### Pakistaanse helden
- Mohammed Ali Jinnah (1876 - 1948), advocaat, politicus, stichter van Pakistan in 1947.

### Turkse helden
- Mustafa Kemal Atatürk
- Fatih Sultan Mehmet II
- Nene Hatun
- Seyit Ali Çabuk

### Vietnamese helden
- Trần Hưng Đạo, Vietnamese generaal.
- Lê Lợi (1384-1433), Vietnamees veldheer, versloeg de Chinezen. In Vietnam is menige straat naar hem genoemd.
- Hồ Chí Minh (1890-1969), Vietnamees communist onder wiens leiding de Fransen verslagen werden.
- Võ Nguyên Giáp (1912-2013), de briljante Vietnamese generaal die tegen de Japanners vocht, de Fransen versloeg bij Điện Biên Phủ en vervolgens met de Amerikanen afrekende.

## Afrikaanse helden

### Zuid-Afrikaanse helden
- Paul Kruger (1825-1904) was de pleitbezorger van de Boeren in hun strijd tegen de Engelsen. Hij trachtte de Nederlandse koningin Wilhelmina tot actieve hulp aan zijn strijd te bewegen, maar deze riskeerde een oorlog met het Verenigd Koninkrijk liever niet. De dappere, maar weinig succesvolle, strijd van de Afrikaners werd echter sindsdien bezongen in menig kampvuurlied, waarvan Bobbejaan klim die berg een bekende is. Ook zijn er in Nederland heel wat straten vernoemd naar de diverse Afrikaner helden, al heeft later de apartheidspolitiek hieromtrent de wenkbrauwen weleens doen fronsen.
- Nelson Mandela
- Koos de la Rey (1847-1914), Boerengeneraal tijdens de Tweede Boerenoorlog, en een van de belangrijkste militaire leiders in dat conflict. Zijn naam wordt nog steeds vereerd in diverse Afrikaner-liederen.